# Эскильстуна
Эскильсту́на (швед. Eskilstuna) — город в центральной Швеции, центр одноимённой коммуны. Она обрела статус города в 1659 году. Эскильстуна является крупнейшим городом лена Сёдерманланд. Население Эскильстуны на 2010 год составляет 64679 человек. Европейский автомобильный маршрут E20 проходит через этот город.
Расположена на небольшой реке Эскильстунаон, текущей из озера Ельмарен в Меларен. Названа в честь святого Эскиля. В населении города велика доля финнов.
В 1659 году Карл X Густав дал поселению городские права. Границы города включали и новооснованный Карл-Густавс-Стад (Karl Gustavs Stad, «Город Карла Густава»), располагавшийся на западном берегу реки. Карл-Густавс-Стад был построен вокруг железоделательных мастерских кузнеца Рейнхольда Радемахера (Reinhold Rademacher), чьё начинание поддержал Карл X Густав. Первой продукцией мануфактуры стало ручное огнестрельное оружие и пушки.
Исторически в Эскильстуне была развита металлургическая и сталелитейная промышленность, что нашло своё отражение в гербе. В городе расположено несколько подразделений концерна Вольво, в том числе Volvo CE Component производственной компании «Volvo Construction Equipment», музей Мунктель, Центральный склад запасных частей для строительной техники Вольво и Центр обслуживания клиентов Вольво, расположенный недалеко от города. Также в городе расположен завод по производству сепараторов фирмы Альфа Лаваль. В Эскильстуне находится часть Мелардаленского университета.
Эскильстунский музей искусств расположен в здании старого завода по производству зубчатых колёс Болиндер-Мунктель в Мунктеллстдене, рядом с музеем Мунктель.
В зоопарке Parken Zoo можно увидеть много различных экзотических: белых тигров, азиатских львов, леопардов, комодорских варанов.
Среди спортивных сооружений — стадионы Тунаваллен и Исстадион.

## Ссылки

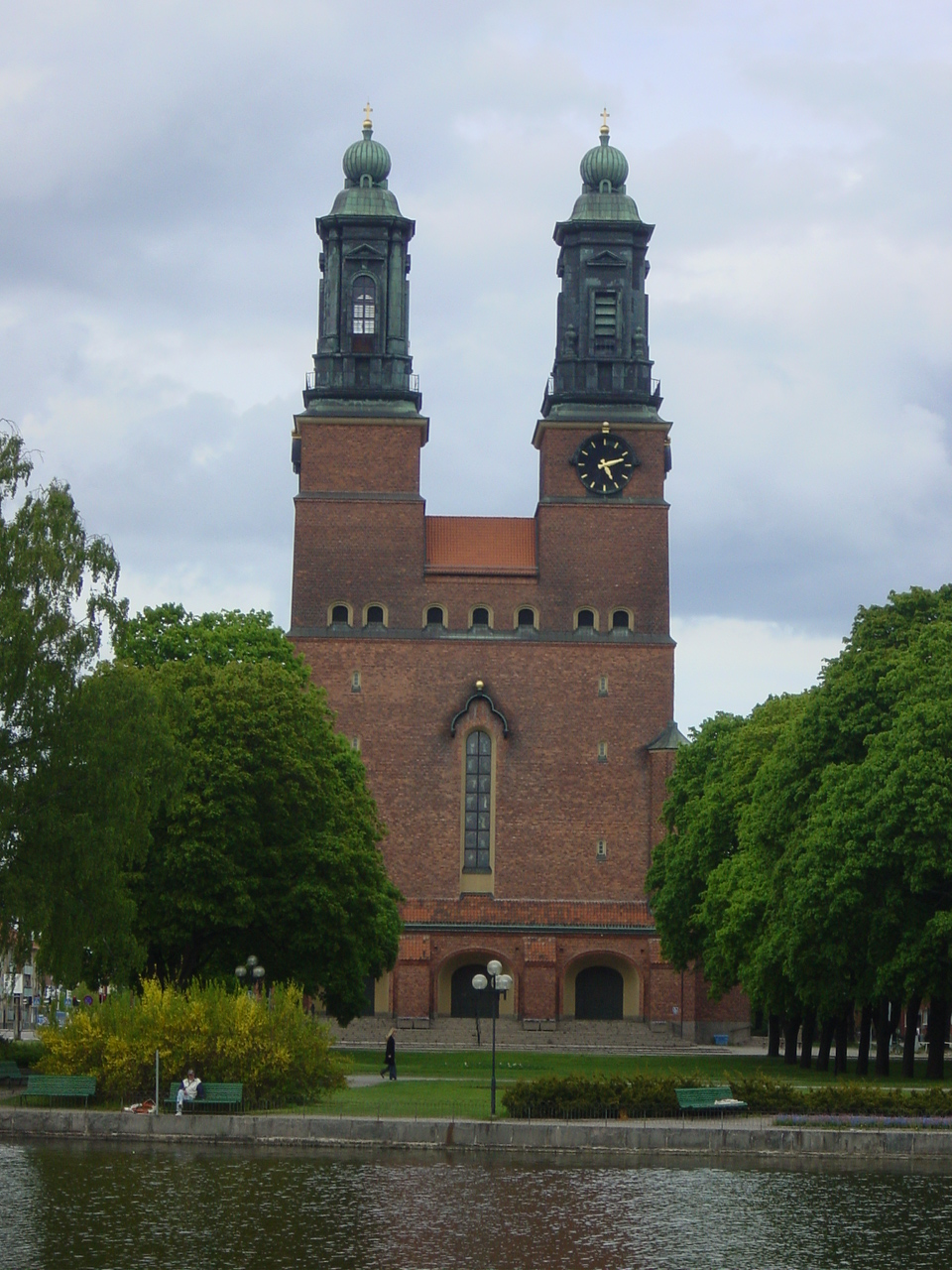
Церковь в Эскильстуне

## Города-побратимы
- Лутон, Великобритания
- Ювяскюля, Финляндия
- Ставангер, Норвегия
- Львов, Украина
- Эрланген, Германия
- Эсбьерг, Дания
- Гатчина, Россия